# Simulium tricorne
Simulium tricorne är en tvåvingeart som beskrevs av Leon 1945. Simulium tricorne ingår i släktet Simulium och familjen knott.
Artens utbredningsområde är Guatemala. Inga underarter finns listade i Catalogue of Life.